# Albertinum (Nijmegen)
Het Albertinumklooster is een voormalig dominicanenklooster in Nijmegen. Het werd in de jaren 1930 gebouwd als studiehuis voor de Orde van de Dominicanen. Het gebouw heeft een bijzondere, zeshoekige plattegrond en is aangewezen als rijksmonument nummer 508798. Tegenwoordig is het in gebruik als bedrijfsruimte en voor studentenhuisvesting, zoals andere voormalige kloosters in Nijmegen.
De nabijgelegen Hogeschool van Arnhem en Nijmegen gebruikt de begane grond voor onderwijs. De kapel is omgevormd tot hoorcollegezaal. Voorheen huisvestte het klooster ook de theologische faculteit van de Radboud Universiteit.
Het klooster heeft de uitstraling van een burcht, met als uitgangspunt dat kloosters levenswaarden beschermt in roerige tijden. In plaats van natuursteen is metselwerk met baksteen gebruikt om het betonskelet te verbergen. De trappenhuizen hebben de vorm van kasteelachtige, ronde torens. De lange gangen van het gebouw hebben glas-in-loodramen die vervangen zijn in 1957. Het interieur in de gangen is redelijk gaaf bewaard gebleven.
Naar dominicaanse traditie is het klooster gebouwd rondom een besloten binnenhof. In het oorspronkelijke ontwerp was de buitentuin ontworpen in harmonie met het kloostergebouw, maar uiteindelijk is besloten voor een gemengde stijl met een meer landschappelijke uitstraling. Ten zuiden van het gebouw bevindt zich een onopvallende begraafplaats waar tot 2007 dominicanen werden begraven.
Het Albertinumklooster kende twee bekende bewoners: de theoloog Edward Schillebeeckx, die er een van zijn belangrijkste boeken  schreef en, tot de jaren 1970, de oud-rector magnificus van de Nijmeegse universiteit prof. mag. dr. Jan van der Ploeg O.P.. Door de polarisatie binnen het klooster zag deze laatste zich gedwongen op zichzelf te gaan wonen. In 1994 besliste het bestuur van de Orde der Dominicanen het pand te ontruimen en te verkopen wegens een gebrek aan roepingen. Het pand kwam in handen van vastgoedbedrijf Wibeco, dat tevens het klooster gebruikt als hoofdlocatie.

## Galerij

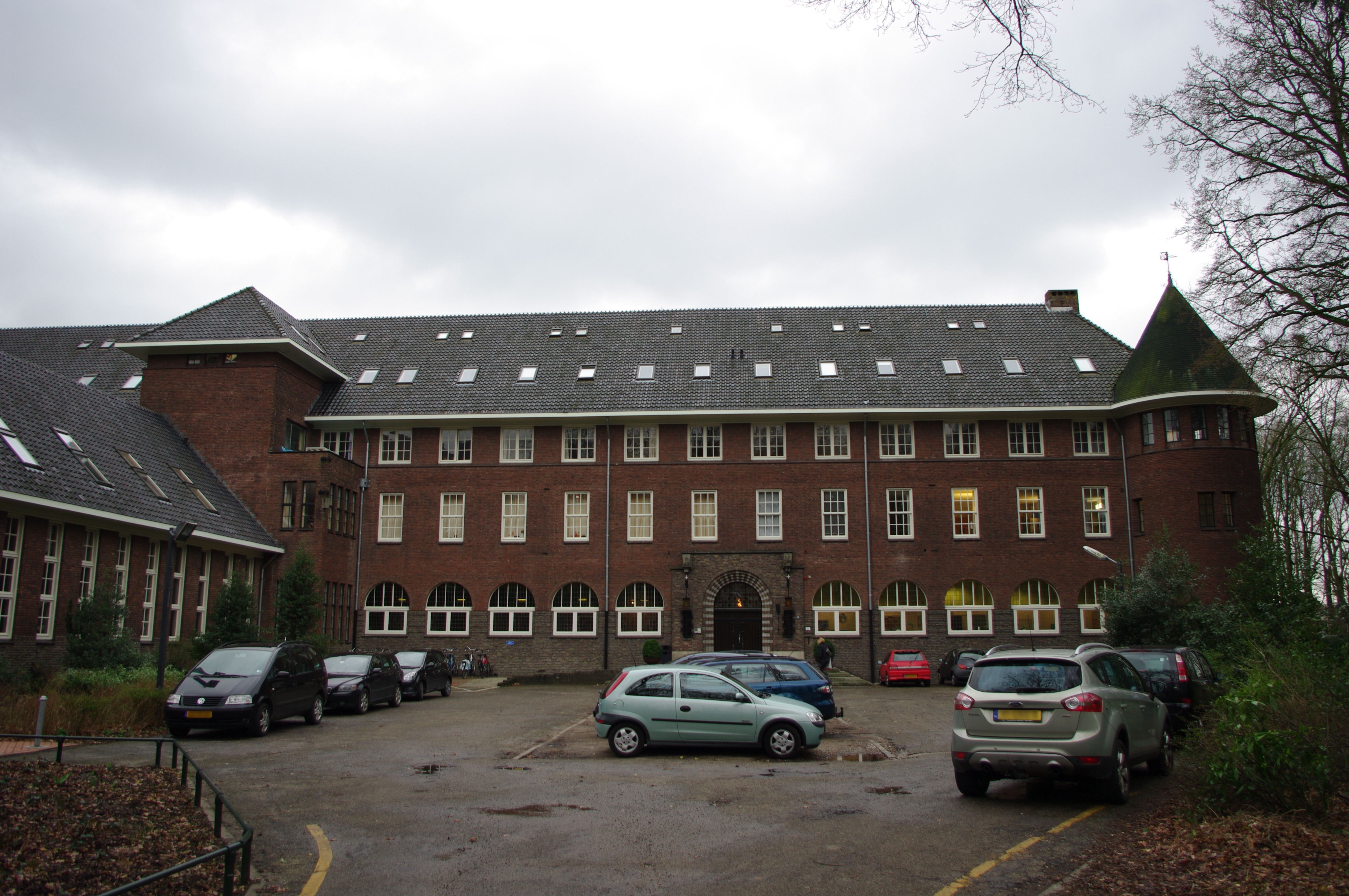
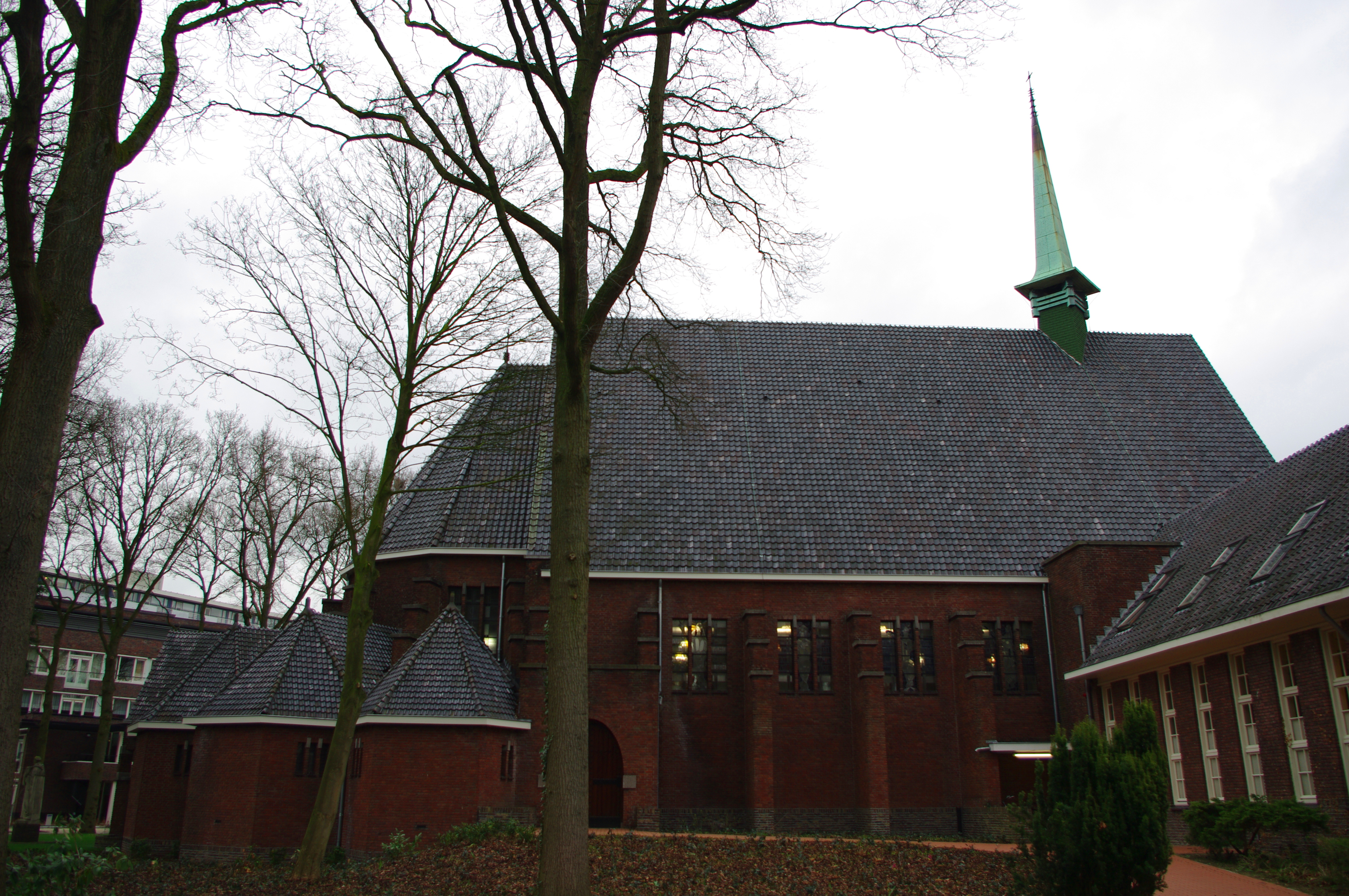
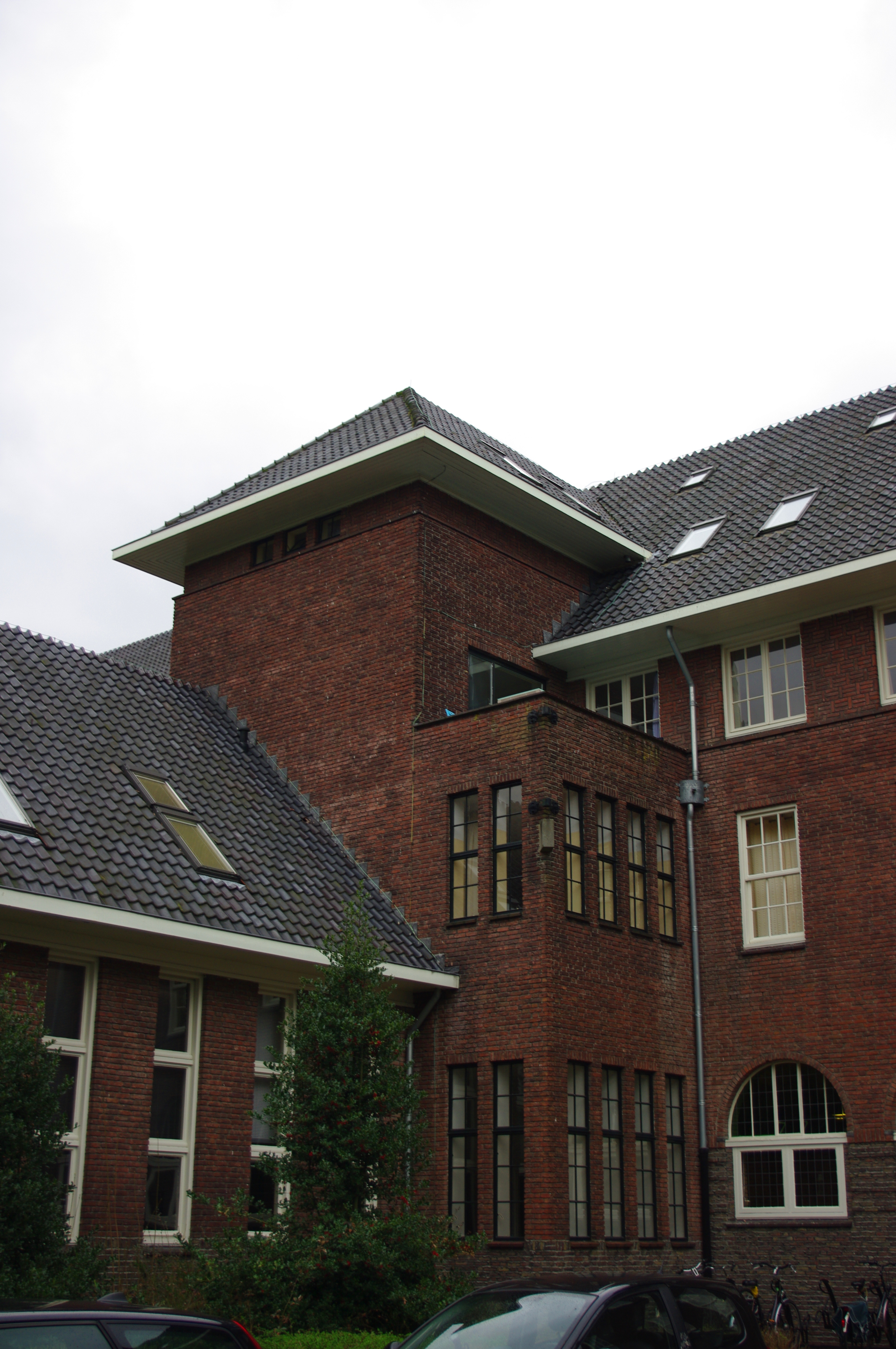
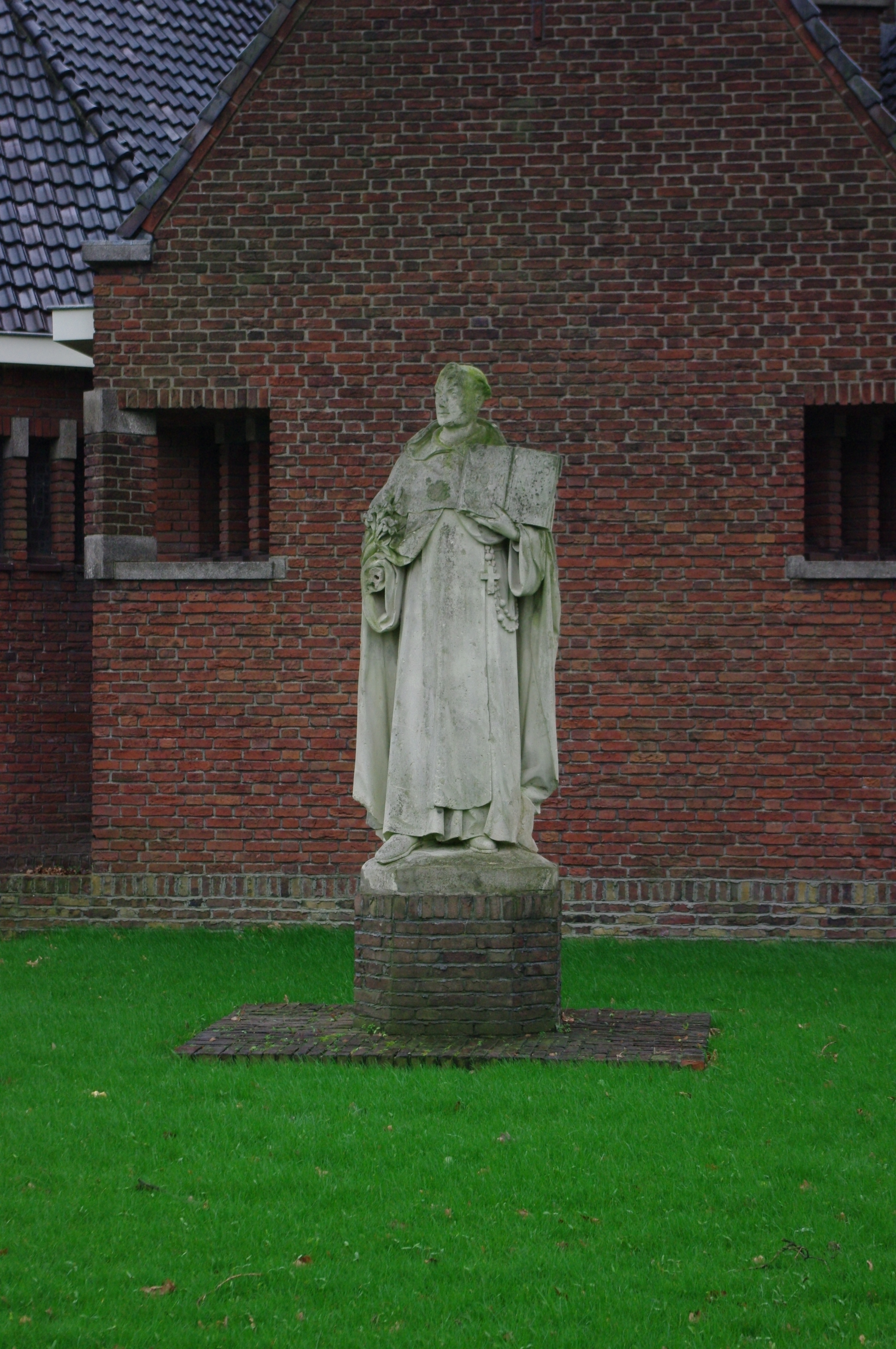